# Живац одводилац
Живац одводилац (лат. nervus abducens) је моторни кранијални нерв, који инервише спољашњи прави мишић. Заједно са окуломоторним и трохлеарним живцем, он чини групу тзв. „окулогирних живаца“ који инервишу мишиће покретаче очне јабучице.
Живац одводилац полази из једра у мосту и излази из можданог стабла на граници између моста и продужене мождине (унутра у односу на фацијални живац). Одатле се простире унапред, упоље и навише (између моста и кливуса), пробија тврду можданицу и улази у задњи зид кавернозног синуса. Након тога, он пролази кроз сам синус, напушта средњу лобањску јаму и кроз горњу орбиталну пукотину улази у очну дупљу. Коначно, живац одводилац улази у задњи део спољашњег правог мишића кога инервише.
Повреде овог живца су релативно честе због његовог дугог пута кроз лобању, а нарочито током прелома у области базе лобање. Осим тога и поједина обољења могу негативно да утичу на њега: Граденигов синдром, туберкулоза и сл.